# 戴维·古斯曼
戴维·古斯曼（西班牙語：David Guzmán，1990年2月18日—），哥斯达黎加男子足球运动员，司职中场。他曾代表哥斯达黎加国家队参加2018年国际足联世界杯，结果队伍止步小组赛阶段。